# Dermochelys coriacea
La tartaruga liuto (Dermochelys coriacea Vandelli, 1761) è la tartaruga più grande del mondo. È l'unica specie del genere Dermochelys e della famiglia Dermochelyidae.

## Riferimenti storici
Nel 1760 una gigantesca tartaruga marina, catturata nei dintorni di Ostia venne donata all'Università di Padova da Papa Clemente XIII. La catalogazione e la sua raffigurazione fu opera insigne di Domenico Agostino Vandelli che nel 1761 le diede la denominazione Dermochelys Coriacea Testudo. La Dermochelys servì a Carlo Linneo per la sua descrizione della specie pubblicata nella XII edizione del Systema Naturae. L'esemplare viene ancora oggi conservato in originale presso il Museo di Zoologia dell'Università di Padova.

## Descrizione
Alla nascita è lunga 5,5 cm, ma gli adulti possono arrivare fino a 250 cm di lunghezza ed un peso attorno ai 400 Kg. L'esemplare più grande rinvenuto finora presentava la curva del carapace lunga ben 256,5 cm ed un peso di 1000 Kg.
Il carapace è formato da piccole placche ossee disposte a mosaico, ricoperte da una pelle cuoiosa e liscia, spessa ma flessibile, tanto che in inglese le è valso il nome comune di leatherback turtle, ovvero tartaruga dorso di cuoio. Il carapace è percorso da 7 creste longitudinali, mentre il piastrone è solcato da 5 carenature. Colore nerastro o bruno scuro con macchie chiare. Piccolo becco corneo a forma di W.

Nel maschio il piastrone è concavo e la coda raggiunge e talvolta supera la lunghezza delle natatoie posteriori; nella femmina il piastrone è invece convesso e la coda è più corta degli arti.

## Distribuzione e habitat
Vive nei mari caldi e temperati. Vive in alto mare, si avvicina alle coste per riprodursi e cacciare.

### Presenza in Italia
Non si hanno notizie di nidificazione in Italia, dove però occasionalmente vengono avvistati degli esemplari adulti.
Negli anni 1950 un esemplare di 450 kg fu pescato nella tonnarella di Punta Chiappa e poi portato nel porto di Camogli dove ancora se ne conservano le fotografie; l'animale è conservato imbalsamato al museo di storia naturale di Genova..
Il 22 ottobre 2019, al largo della costa di Cervia, è stato rinvenuto un esemplare da un peschereccio di Cesenatico. L'animale, del peso di 250 kg e in buone condizioni di salute, è stato posto sotto osservazione dalla Fondazione Cetacea di Riccione e successivamente liberato a 4 miglia dalla costa.
Il 28 settembre 2021 un esemplare è stato avvistato davanti al porticciolo degli Aregai in provincia di Imperia, dall'Associazione Delfini del Ponente APS.
Nel luglio 2023 un esemplare è stato avvistato e fotografato nel golfo di Taranto in prossimità della città (mar grande).
Il 1 agosto 2023 un esemplare adulto viene ripreso in un video da una piccola imbarcazione a 40 km da Ravenna.
Il 7 agosto 2024, nelle acque del mar ligure di fronte a Viareggio, viene recuperato dalla Guardia di Finanza, un esemplare di circa 300 kg e della lunghezza di circa 2 m L’animale purtroppo recuperato morto, era attaccato alla cima di un contrappeso subacqueo.

## Biologia

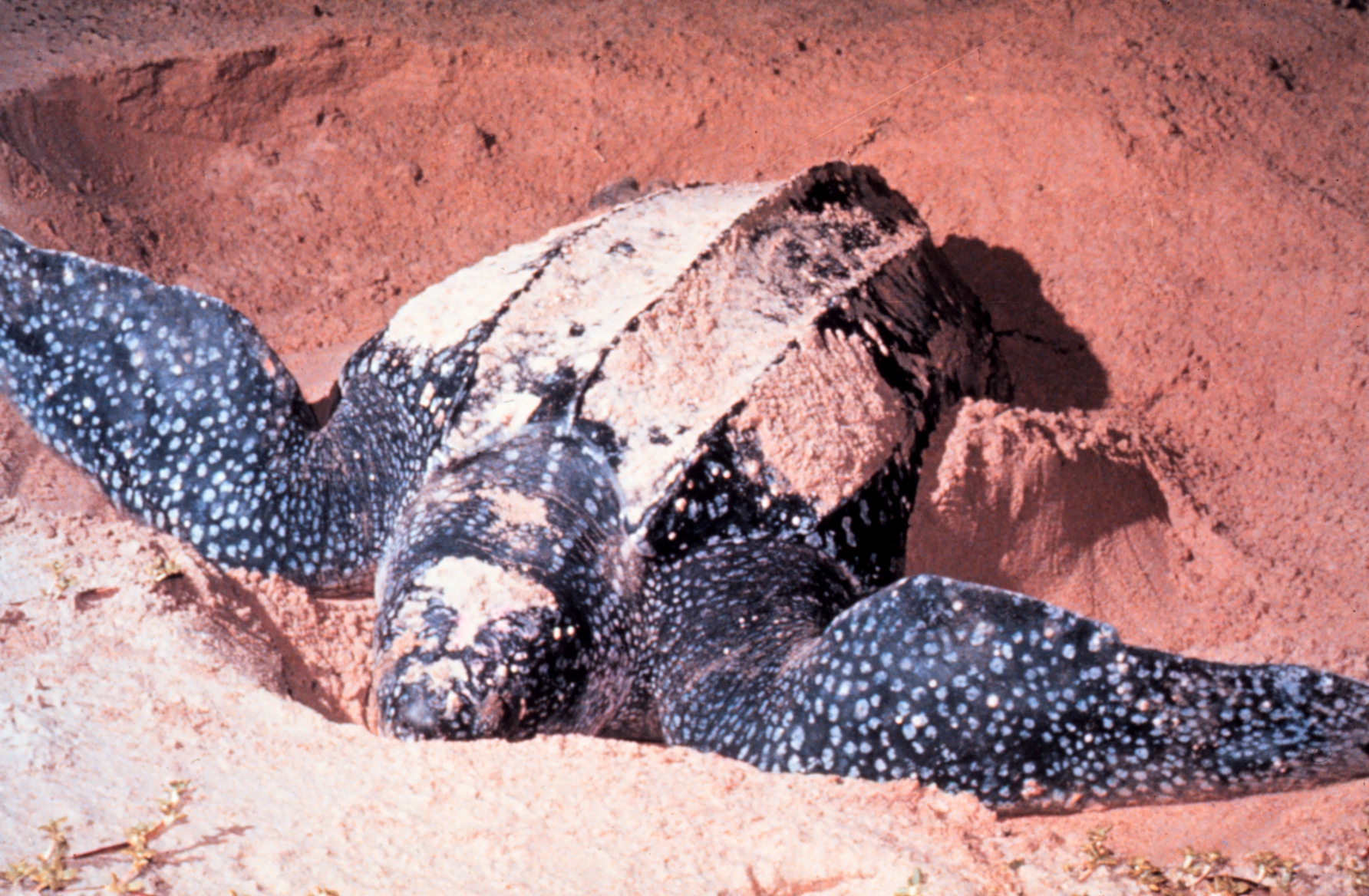
Tartaruga liuto, mentre depone le uova sulla spiaggia

Potente e veloce nuotatrice (100 m in 10 sec.), è vivace e se molestata può diventare aggressiva. Vive probabilmente per 50 anni.
Deposita, esclusivamente a notte inoltrata, all'inizio dell'estate, tra le 50 e le 150 uova ogni volta. Le uova sono quasi sferiche (52-55 x 57–60 mm), a guscio molle, e vengono deposte in buche profonde anche più di un metro. Si riproduce ogni 2-3 anni. Dopo 50-70 giorni, nascono i piccoli, lunghi 5–6 cm e del peso medio di 3,5 g. La mortalità dei giovani è altissima: su mille nati, alla fine del primo anno di vita ne sopravvivono appena 1 o 2.
Si ciba di grandi meduse ed occasionalmente di pesci, crostacei ed echinodermi.

## Conservazione
La specie, in base ai criteri della Lista rossa IUCN era considerata in pericolo critico di estinzione. La sua cattura è proibita anche in paesi che permettono la pesca di altre tartarughe.

Sensibilissima all'inquinamento marino, è in pericolo anche per l'ingestione di sacchetti di plastica galleggianti, che scambia per meduse, e per il disturbo ai siti di nidificazione.
Nel 2013, a seguito di nuovi controlli sulla popolazione, l'IUCN abbassa il rischio di estinzione portandolo da specie in pericolo critico a vulnerabile. Attualmente la popolazione stimata è pari a circa 54.000 esemplari e si stima che nel 2040 la popolazione possa salire a oltre 180.000 esemplari